# Frontera entre China y Kazajistán
La frontera entre China y Kazajistán  es el lindero internacional que separa a Kazajistán de la China y el cual mide 1 533 kilómetros. Separa la región autónoma china de Sinkiang de las provincias kazajas de Almaty y del Kazajistán Oriental. Fue establecida como frontera internacional tras la disolución de la Unión Soviética en 1991. Ambos estados llegaron a varios acuerdos de delimitación en los años 1994, 1997 y 1998. El límite entre ambos países ha sido heredado de la frontera existente entre la Unión Soviética y la República Popular China, y antes, entre el Imperio ruso y el Imperio Qing; sin embargo, quedó totalmente demarcada sólo a finales del siglo XX y principios del XXI.

## Historia

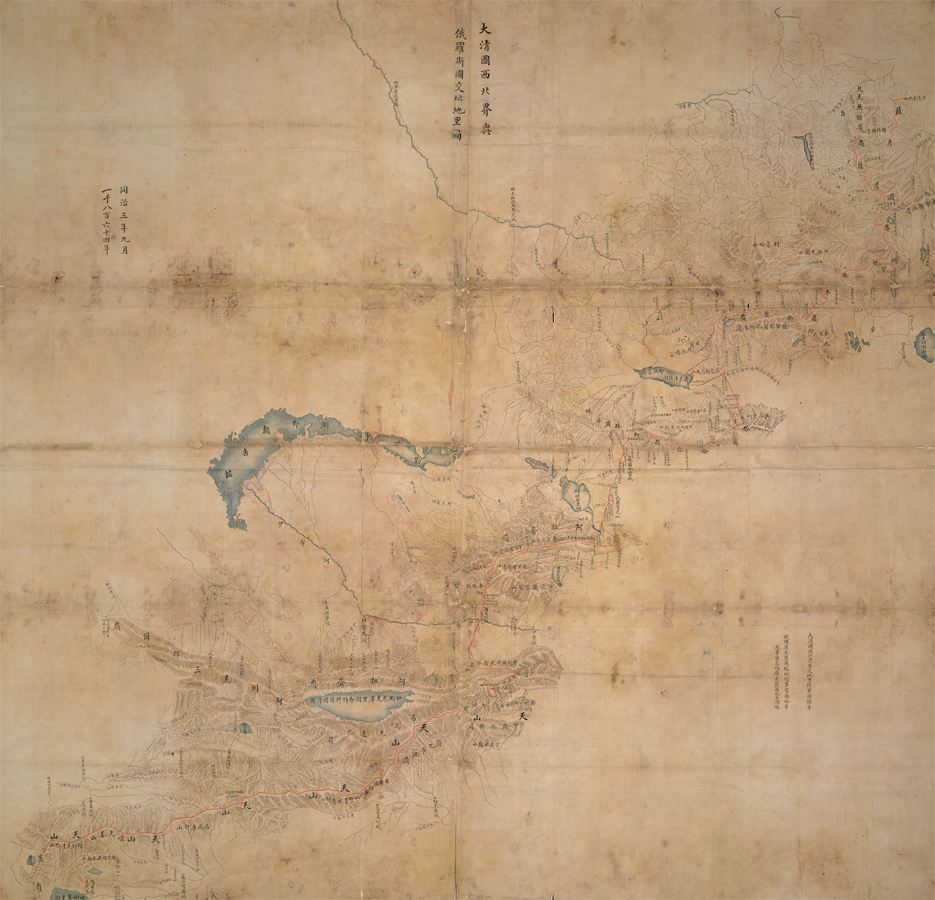
Mapa de la frontera entre el Imperio ruso y el Imperio Qing en 1864.

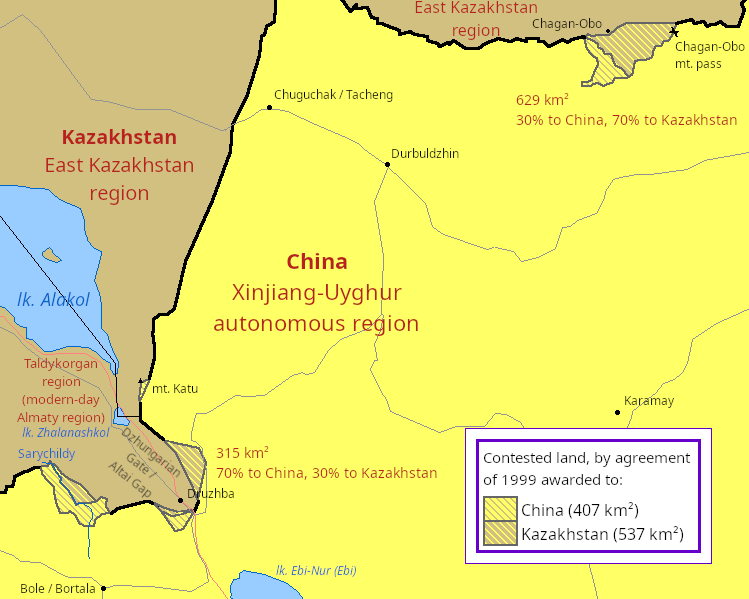
Cambios en la frontera entre Kazajistán-China.

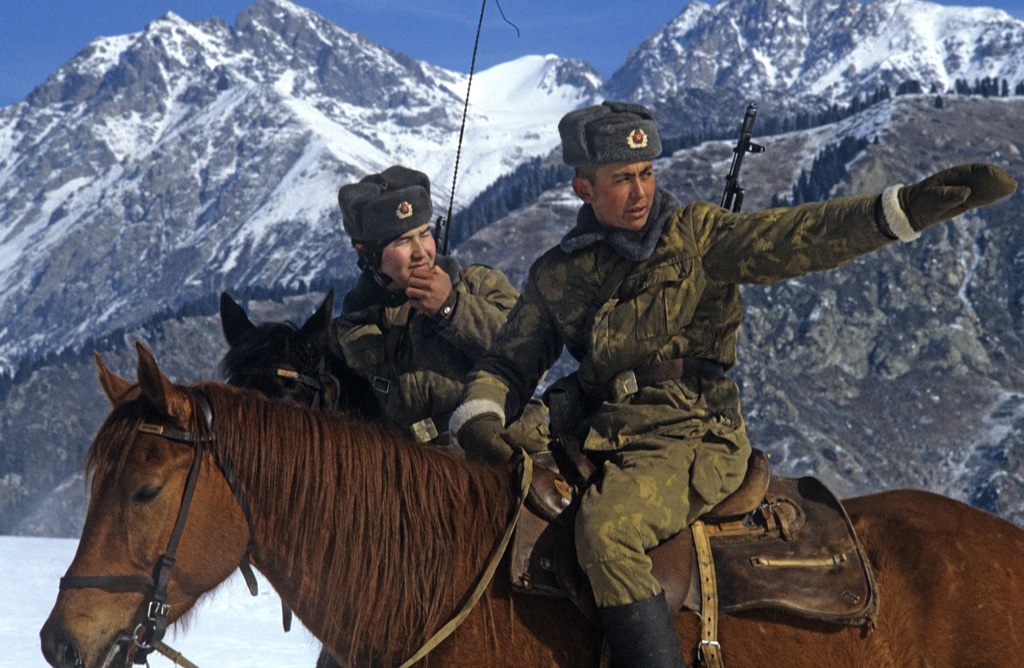
Guardias fronterizos soviéticos patrullando la frontera entre la URSS-China (ahora frontera entre Kazajistán-China) en Khorgos, 1984.

La línea fronteriza entre China y Kazajistán se origina de mediados del siglo XIX, cuando el Imperio ruso pudo controlar el territorio del lago Zaysan. La creación de la frontera entre el Imperio ruso y el Imperio Qing, no muy diferente de la actual frontera chino-kazaja, se estableció en la Convención de Pekín de 1860; la línea fue trazada por el protocolo de Chuguchak (1864), dejando el lago Zaysan del lado ruso. La presencia militar del Imperio Qing en la cuenca de Irtysh se desvaneció durante la rebelión de Dungan (1862-77). Tras la caída de la rebelión y la reconquista de Sinkiang por parte de Zuo Zongtang, la frontera entre los imperios ruso y chino en la cuenca del río Ili fue ligeramente reajustada a favor de Rusia por el tratado de San Petersburgo (1881).
Después de la revolución Xinhai y la guerra civil china acontecidas en la República de China y la Revolución de Octubre y la guerra civil rusa ocurridas en Rusia, la frontera entre China y Rusia se convirtió en la frontera con la República Popular China y la Unión Soviética. Sin embargo, las autoridades chinas y soviéticas no siempre estaban de acuerdo sobre el trazado de la línea, lo que provocó un conflicto fronterizo en Tielieketi, al este del lago Zhalanashkol, en agosto de 1969.
Después de que Kazajistán se convirtiera en un país independiente, negoció un tratado fronterizo con China, que fue firmado en Almaty el 26 de abril de 1994 y ratificado por el presidente de Kazajistán el 15 de junio de 1995. Según el tratado, una estrecha franja de terreno montañoso al este de Zhalanashkol que la Unión Soviética y China habían disputado en 1969, se reconoció como parte de China.
Para delinear con mayor precisión ciertas secciones pequeñas de la frontera, se firmaron acuerdos adicionales el 24 de septiembre de 1997 y el 4 de julio de 1998. Durante los siguientes años, la frontera fue demarcada sobre el terreno por comisiones conjuntas. Según los protocolos y los mapas de las comisiones, la línea fronteriza de los dos países es de 1782,75 km, incluyendo 1215,86 km de frontera terrestre y 566,89 km de línea fronteriza al margen de ríos o lagos. El trabajo de las comisiones fue documentado por varios protocolos conjuntos, finalizados con el protocolo firmado en Pekín el 10 de mayo de 2002.
Las autoridades de protección de fronteras de los dos países realizan reuniones periódicas, e incluso patrullas fronterizas conjuntas.

## Pasajes

### Puntos de pasaje ferroviario

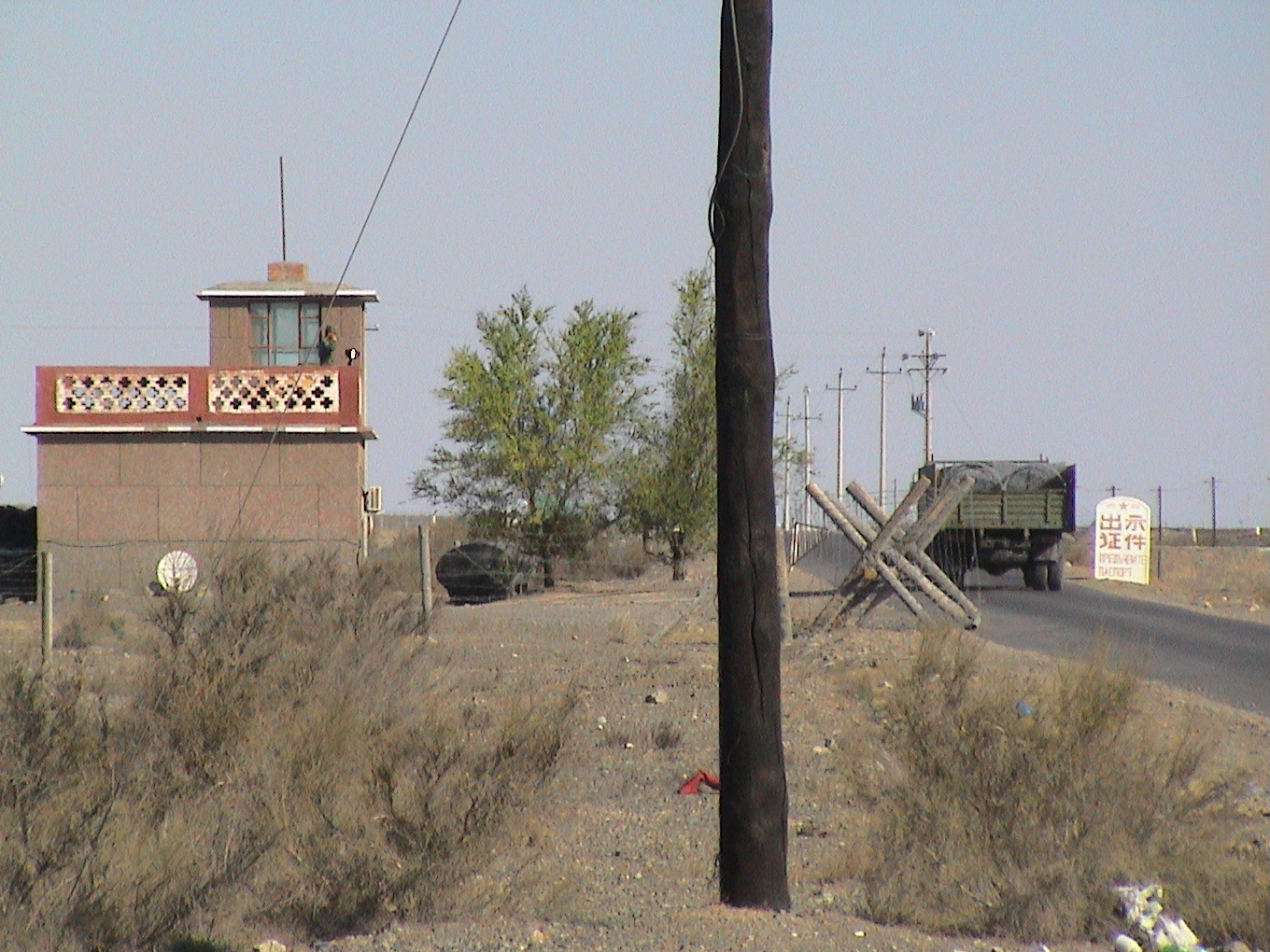
Paso de Alatau o Puerta de Zungaria.

| Código UIC | Línea de Kazajistán | Estación de Kazajistán | Operador | Línea de China            | Estación de China | Operador | Particularidades                                                            |
| ---------- | ------------------- | ---------------------- | -------- | ------------------------- | ----------------- | -------- | --------------------------------------------------------------------------- |
| 1845       | Turksib             | Dostyk                 | KTZ      | Línea ferroviaria Lan-Xin | Alashankou        | CRC      | Vía única no electrificada de carril ancho (cambio de carril en Alashankou) |
|            | Turksib             | Khorgos                | KTZ      | Jingyihuo                 | Khorgos           | CRC      | Vía única no electrificada de carril ancho (cambio de carril en Khorgos)    |